# Eli Brouwer
Eli Brouwer (Utrecht, 14 de julio de 2000) es un deportista neerlandés que compite en remo.
Ganó una medalla de plata en el Campeonato Europeo de Remo de 2025, en la prueba de ocho con timonel. Participó en los Juegos Olímpicos de París 2024, ocupando el séptimo lugar en la prueba de cuatro sin timonel.

## Palmarés internacional
| Campeonato Europeo | Campeonato Europeo | Campeonato Europeo | Campeonato Europeo |
| Año                | Lugar              | Medalla            | Prueba             |
| ------------------ | ------------------ | ------------------ | ------------------ |
| 2025               | Plovdiv (Bulgaria) | Medalla de plata   | Ocho con timonel   |